# Crisis on Infinite Earths

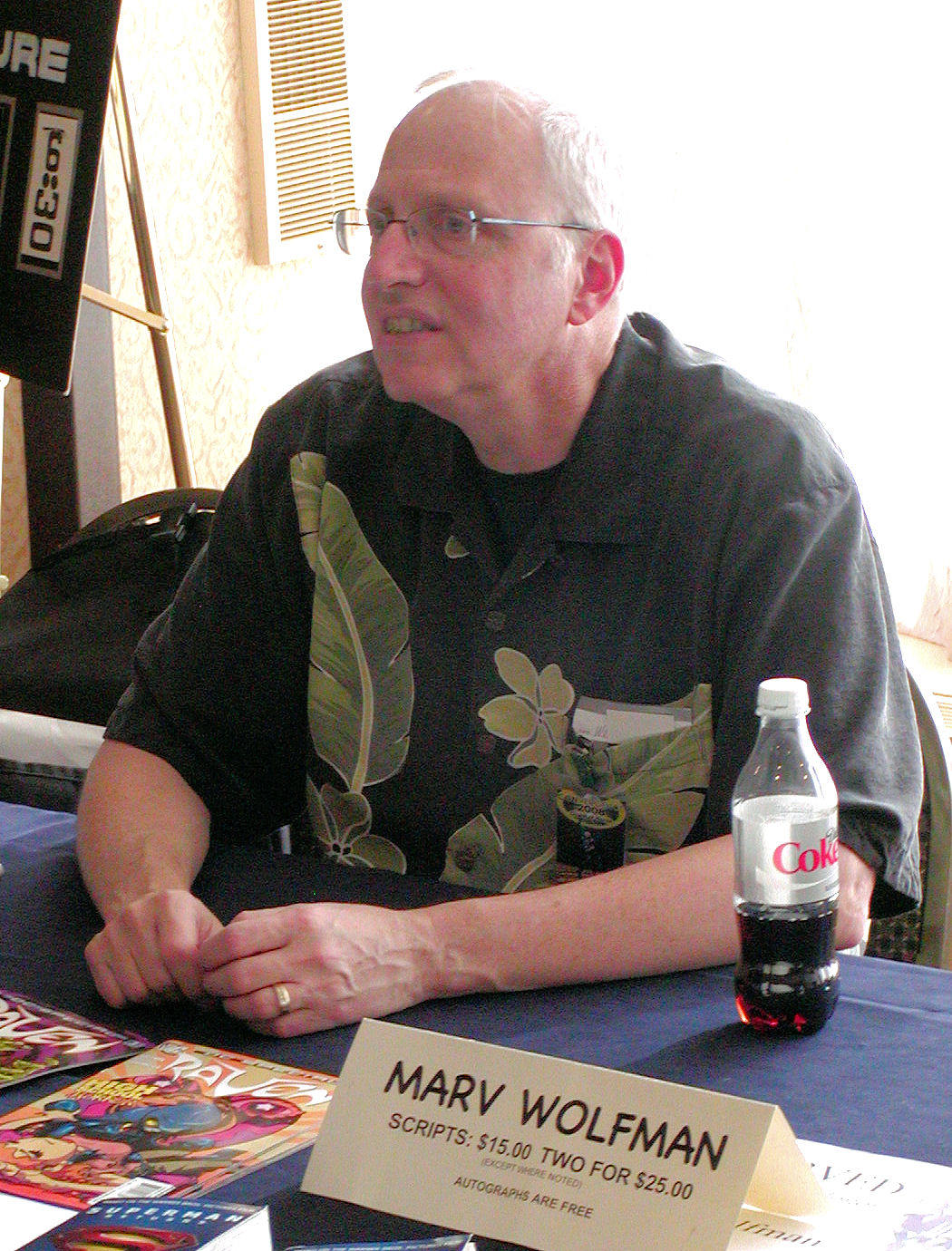
Marv Wolfman (2008)

Crisis on Infinite Earths is een twaalfdelige maxiserie comics uit 1985-1986 waarmee uitgeverij DC Comics een grote schoonmaak doorvoerde in haar aantal titels en - met name - personages. Schrijver Marv Wolfman en tekenaar George Pérez kregen daarin van april 1985 tot en met maart 1986 de ruimte een groot aantal helden te laten sterven en zo te proberen de orde te herstellen die in het DC-Universum verstoord was geraakt wat betreft de continuïteit. Dit omdat gebeurtenissen in een groot aantal series niet meer strookten met elkaar.

## Ontstaansgeschiedenis
Sinds het ontstaan van DC Comics in 1934 werd in de loop der jaren het ene na het andere personage bedacht. Naarmate het aantal karakters dat toetrad tot de cast van een titelpersonage (bijvoorbeeld Superman, Batman en Wonder Woman) toenam, werden er regelmatig dingen veranderd aan de geschiedenis van de reeds bestaande personages om zo het bestaan van de nieuwe toevoegingen te legitimeren. Zo was Superman oorspronkelijk de enige overlevende van de ontplofte planeet Krypton, maar verwaterde dit gegeven steeds verder na het opvoeren van personages als superboy, supergirl, superwoman en nog een hele reeks andere 'super-...' creaties. Het bleek op zeker moment onmogelijk al hun verhalen te blijven vertellen, zonder dat gebeurtenissen in verschillende titels elkaar tegen begonnen te spreken.
DC Comics dacht een oplossing voor haar probleem te hebben bij het aanbreken van de Silver Age in de comicwereld, begin jaren 60. De nieuwe situatie was dat er niet één universum bestond waarin alle DC-personages leefden, maar een DC-multiversum, met vele net iets andere werelden die tegelijkertijd bestonden. Daardoor konden (onder meer) Supermangeschiedenissen die van elkaar afweken verklaard worden met verschillende versies van Superman (één vloog en een ander sprong alleen heel ver, bijvoorbeeld), die allemaal in hun eigen DC-universum bestonden. Earth-One ('Aarde 1') werd voortaan de wereld waarin DC probeerde een continuïteit tussen de verhalen te hanteren, en alle niet met deze continuïteit strokende verhalen werden geplaatst in afwijkende universums (Earth-Zero, Earth-Two, Earth-Three, et cetera).
Na verloop van tijd zag DC Comics zich nu met een nieuw probleem geconfronteerd. Er waren nu voor elk personage zoveel verschillende versies met elk hun eigen universum en geschiedenis, dat de striptitels een moeilijke tot onbegrijpbare historie hadden gekregen voor potentiële nieuwe lezers, die door de bomen het bos niet meer zagen. De oplossing die zich ditmaal openbaarde, kwam tot uiting als het verhaal Crisis on Infinite Earths. In één allesomvattend verhaal waarin alle personages uit alle DC-titels betrokken waren, zou de DC-wereld teruggebracht worden tot één geschiedenis in één dimensie. Het multiversum werd daarvoor teruggebracht tot één samengesmolten universum met daarin de personages die de uitgeverij wilde laten voortbestaan (levend dan wel historisch) in enkel de gewenste versies. Andere karakters (waaronder Supergirl en de Barry Allen-versie van The Flash) stierven en de andere aardes vergingen en verdwenen uit het geheugen van voortlevende personages (op een na, de Psycho-Pirate in gekkenhuis Arkham Asylum). DC Comics kon vanaf dat moment verder met een grotendeels schone(re) lei en zowel haar continuïteit herstellen als beter nieuwe lezers aanspreken.

## Synopsis
De rode draad in Crisis on Infinite Earths wordt gevormd door twee bijna almachtige wezens in het DC-universum: de goede Monitor en de kwade Anti-Monitor. De eerste is de hoeder van het multiversum, terwijl de tweede dit in zijn totaliteit wil vernietigen. Het verhaal vangt aan wanneer Monitor vermoord wordt door zijn assistente Harbinger, terwijl zij bezeten is door Anti-Monitor. Het slachtoffer wist niettemin al wat er ging gebeuren en stuurt bij zijn dood zoveel energie de wereld in dat de superhelden van Earth-One tot en met Earth-Five Anti-Monitor kunnen verjagen voor die het multiversum kan vernietigen.
Terwijl de Anti-Monitor slechts tijdelijk gestopt is, ruiken de superschurken hun kans om zich te verenigen en werelden te gaan veroveren. Er ontstaat een oorlog tussen de goede kant en de slechte kant, terwijl de Anti-Monitor tegelijkertijd zijn pogingen voortzet een einde aan alle bestaan te maken.

## Gestorven personages
Van de volgende personages nam DC expliciet afscheid in Crisis on Infinite Earths:
| - Alexander Luthor, Sr. van Earth-Three en zijn echtgenote Lois Lane-Luthor - Alexei Luthor van Earth-Two - Angle Man - Anti-Monitor - Aquagirl (Tula) - Bug-Eyed Bandit - Clayface (Matt Hagen-versie) - The Crime Syndicate of America - The Flash (Barry Allen-versie) - Dove (Don Hall) - Farmer Boy van Sgt. Rock's Easy Company - Green Arrow van Earth-Two - Huntress van Earth-Two - Icicle (Joar Mahkent) - Immortal Man - The Justice Alliance van Earth-D - Kid Psycho | - Kole - Lori Lemaris - Lord Volt van Earth-Six - The Losers (Johnny Cloud, Gunner, Sarge, Captain Storm) - Maaldor the Dark Lord - Mirror Master (Sam Scudder) - Monitor - Nighthawk - Prince Ra-Man - Princess Fern van Earth-Six - Psimon - Robin van Earth-Two - Shaggy Man (JLA-versie) - Starman (Prince Gavyn) - Sunburst - Supergirl van Earth-One - The Ten-Eyed Man - Wonder Woman van Earth-One |

## Vervolgen
- Zero Hour: Crisis in Time (1994)
- Identity Crisis (2004)
- Countdown to Infinite Crisis (2005)
- Infinite Crisis (2005-2006)
- 52 (2006-2007)
- Countdown to Final Crisis (2007-2008)
- Final Crisis (2008)